# 필라이트
필라이트(Filite)는 하이트진로에서 발매하는 발포주 브랜드이다. 2017년 4월 처음 발매되었다. 발매 후 1년간 2억캔 이상이 판매되었다. 2018년에 필라이트 후레쉬 발매되었다. 2019년에 필라이트 바이젠 발매되었다.